# Friedrich von Ledebur
Friedrich Anton Maria Hubertus Bonifacius Graf von Ledebur-Wicheln (Nisko, 3 juni 1900 – Linz, 25 december 1986) was een Oostenrijks acteur.

## Levensloop
Friedrich von Ledebur werd in 1900 geboren in Oostenrijk-Hongarije. Hij nam in 1916 dienst in het keizerlijke leger en was een officier in de cavaleriedivisie tijdens de laatste jaren van de Eerste Wereldoorlog. In 1945 maakte hij zijn debuut op het witte doek. Hij speelde onder meer de rol van de harpoenier Queequeg in de verfilming uit 1956 van Moby Dick. In de jaren 70 en 80 was hij ook regelmatig te zien in West-Duitse en Italiaanse producties. Zijn laatste rol speelde hij de film Ginger e Fred (1986) van Federico Fellini.

## Filmografie (selectie)
- 1956: Alexander the Great
- 1956: Moby Dick
- 1957: The 27th Day
- 1958: The Roots of Heaven
- 1958: The Buccaneer
- 1960: A Breath of Scandal
- 1961: Barabbas
- 1965: Der Schatz der Azteken
- 1965: Die Pyramide des Sonnengottes
- 1965: Giulietta degli spiriti
- 1966: The Blue Max
- 1968: Oedipus the King
- 1968: Mayerling
- 1968: Kampf um Rom
- 1969: L'Arbre de Noël
- 1972: Slaughterhouse-Five
- 1972: La demoiselle d'Avignon
- 1975: Un genio, due compari, un pollo
- 1977: Sorcerer
- 1977: Die Standarte
- 1979: Bloodline
- 1986: Ginger e Fred